# سيمون تايلور
سيمون تايلور (بالإنجليزية: Simon Taylor)‏ هو رسام وفنان بريطاني، ولد في 22 يونيو 1969.